# Sztum

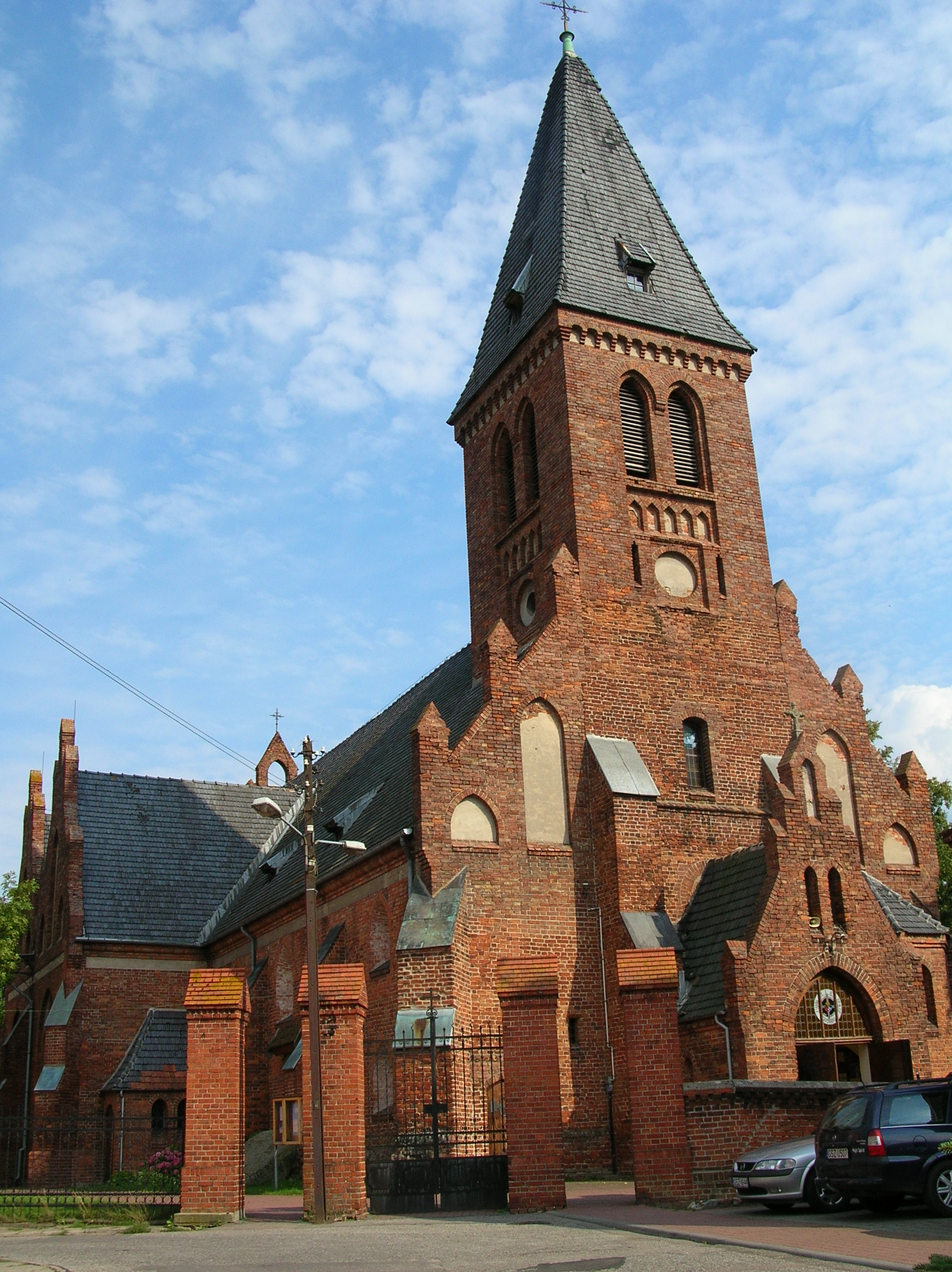
Vue de l'église Sainte-Anne

Sztum est une ville de Pologne dans la voïvodie de Poméranie et chef-lieu du powiat du même nom.

## Histoire

### Avant 1772

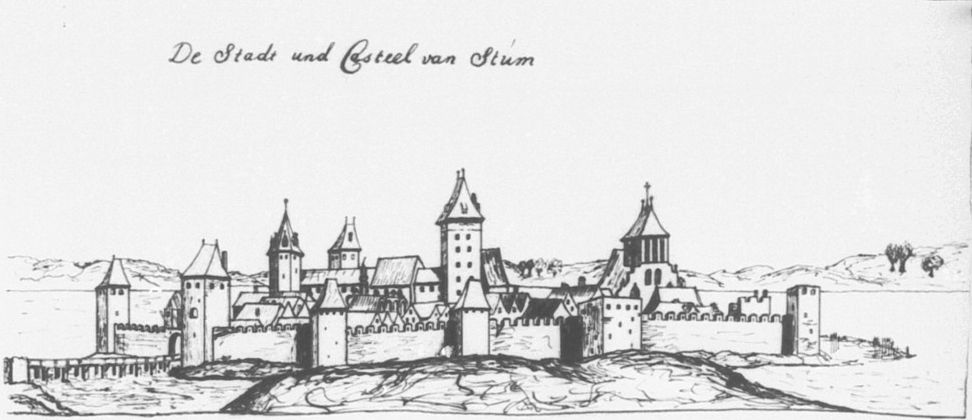
La ville de Stuhm vers 1600, avec ses fortifications

Des premières traces de peuplement datent de l'empire romain. L'endroit était habité au haut Moyen Âge par des populations vieilles prussiennes de la Baltique. La christianisation est effectuée par les chevaliers teutoniques qui se rendent maîtres des environs en 1236 et construisent une forteresse. La bourgade devient une ville qui obtient sa charte municipale en 1416. Cinquante ans plus tard, l'Ordre teutonique doit se soumettre à la Pologne par le traité de Thorn et la ville fait dès lors partie de la Prusse royale, vassale de la Pologne, jusqu'en 1772, où elle entre dans le nouveau royaume de Prusse, son nom officiel en allemand étant Stuhm. C'est au village, au sud de la forteresse, qu'a lieu le traité de Stuhmsdorf, le 12 septembre 1635, entre la Pologne et la Suède, instituant une trêve de vingt-six ans et demi, le royaume de Suède étant affaibli par la guerre de Trente Ans.

### De 1772 à 1945
La ville est le chef-lieu d'un arrondissement (Landkreis) du royaume en 1772 et de sa province de Prusse-Occidentale, ainsi que plus tard de l'Empire allemand fondé en 1871 qui incorpore toute la Prusse.

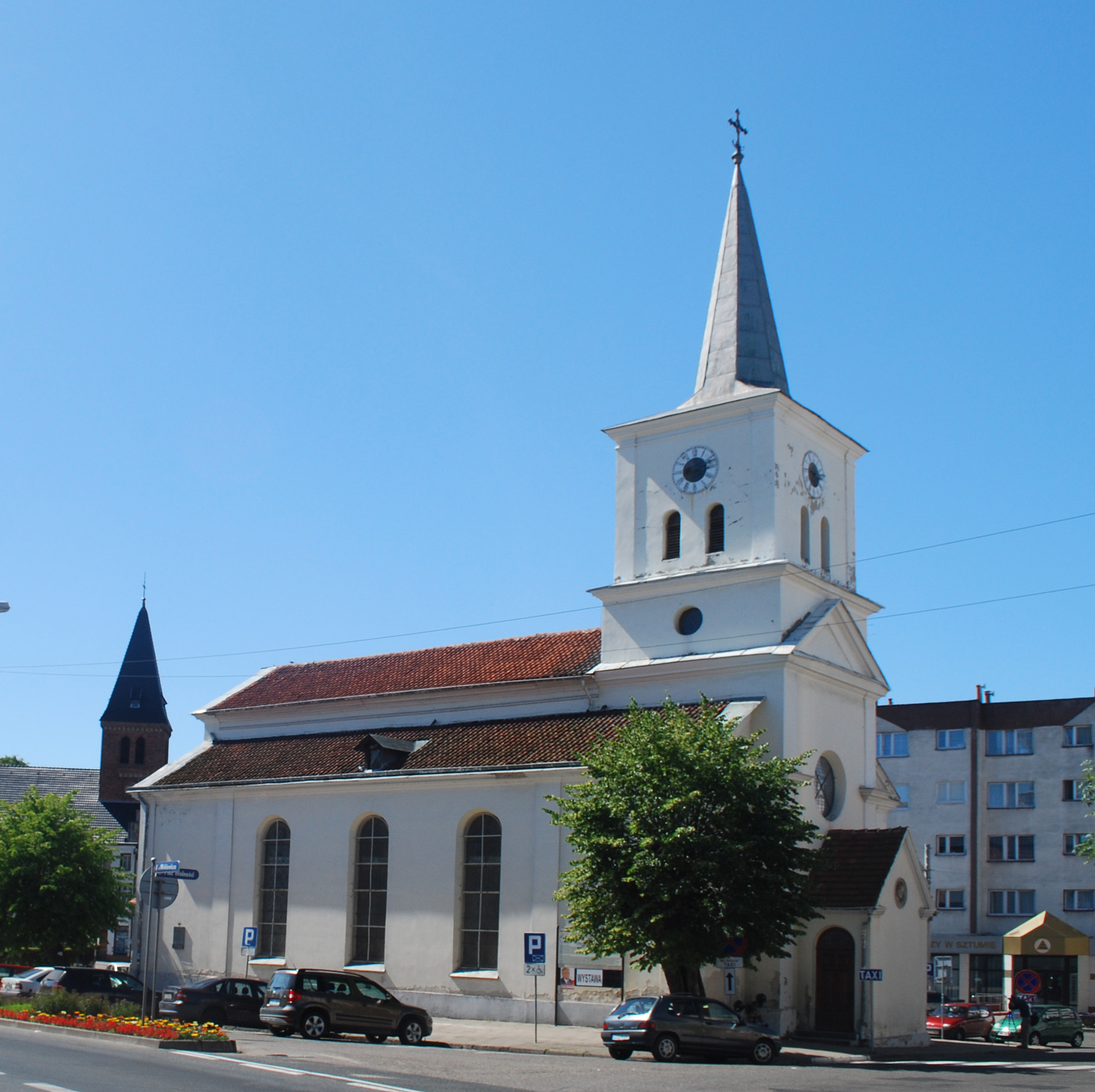
Vue de l'église luthérienne-évangélique de Sztum

Après la fin de la Première Guerre mondiale et l'écroulement de l'Empire, un vote (Abstimmung Ostpreußen) est organisé le 11 juillet 1920, afin que les populations des quatre arrondissements de la rive droite de la Weichsel (arrondissements de Marienwerder, de Marienbourg, de Rosenberg et de Stuhm) se prononcent pour leur rattachement à l'Allemagne ou à la nouvelle république de Pologne. La population de l'arrondissement se prononce en faveur du rattachement à la république de Weimar, mais la minorité polonaise représente tout de même 19,7 % des voix pour la Pologne. La ville elle-même se prononce pour l'Allemagne, sauf 749 voix.
Le maréchal von Hindenburg se rend en visite officielle à Stuhm le 14 juin 1931, en tant que président du Reich. 
Stuhm comprend une prison et un internat d'éducation nationale-socialiste (Napola) à l'époque du Troisième Reich. La synagogue est saccagée dans la nuit du 9 au 10 novembre 1938 et les juifs sont déportés les années suivantes. La ville ne souffre pas de dommages de guerre jusqu'à l'automne 1944, lorsque le front de l'est se rapproche de l'Allemagne. Les mois qui suivent se passent sous les bombes alliées et la population s'enfuit. Ceux qui restent les 21 et 22 janvier 1945 doivent partir devant l'avancée de l'Armée rouge. La ville tombe le 25 janvier sans combat, faute de combattants. La moitié de la ville est incendiée par les Soviétiques. Les quelques milliers d'Allemands qui restent dans l'arrondissement sont expulsés par les décrets Bierut les mois suivants. La ville fait désormais partie de la Pologne, selon les vues de Joseph Staline qui voulait que les nouvelles frontières de la Pologne glissent à l'ouest et que la Prusse disparaisse. Des Polonais évacués de l'est de la ligne Curzon (territoires anciennement polonais attribués à l'Ukraine soviétique) viennent remplacer la population allemande.

### Jumelage
La ville de Sztum est jumelée avec les villes de Ritterhude (Allemagne), depuis 1994, et Val-de-Reuil (France) depuis 1999.